# Pozzolo Formigaro
Pozzolo Formigaro – miejscowość i gmina we Włoszech, w regionie Piemont, w prowincji Alessandria.
Według danych na styczeń 2010 gminę zamieszkiwały 4903 osoby przy gęstości zaludnienia 137,8 os./1 km².